# 联合左翼—穆尔西亚地区绿党
联合左翼—穆尔西亚地区绿党（西班牙語：Izquierda Unida-Verdes de la Región de Murcia，缩写为IUVRM或IU-Verdes）是西班牙左翼政党联盟联合左翼在穆尔西亚地区的分支。它成立于1986年，主要成员是穆尔西亚地区共产党。它的政治立场是左翼。它的地区协调员是José Antonio Pujante。它的总部位于穆尔西亚。